# Bleecker Street: Greenwich Village in the 60's
Bleecker Street: Greenwich Village in the 60's je kompilační album různých umělců. Jsou na něm coververze písní různých autorů, kteří v šedesátých letech působili v New Yorku; například od Boba Dylana, Tima Hardina, Leonarda Cohena nebo Tima Buckleyho. Jejich interpretace se ujali například Chrissie Hynde, John Cale a Suzanne Vega.
Album bylo nominováno na cenu Grammy v kategorii Best Recording Package.

## Seznam skladeb
| Pořadí | Název                     | Autor                                        | Interpret                           | Délka |
| ------ | ------------------------- | -------------------------------------------- | ----------------------------------- | ----- |
| 1.     | Bleecker Street           | Paul Simon                                   | Jonatha Brooke                      | 3:21  |
| 2.     | My Back Pages             | Bob Dylan                                    | Marshall Crenshaw & Mark Johnson    | 3:50  |
| 3.     | Morning Glory             | Tim Buckley                                  | Chrissie Hynde                      | 2:56  |
| 4.     | No Regrets                | Tom Rush                                     | Curtis Stigers                      | 3:16  |
| 5.     | Pack Up Your Sorrows      | Richard Fariña, Pauline Marden               | Loudon Wainwright III & Iris DeMent | 2:44  |
| 6.     | Reason to Believe         | Tim Hardin                                   | Ron Sexsmith                        | 3:11  |
| 7.     | Darling Be Home Soon      | John Sebastian                               | Jules Shear                         | 3:36  |
| 8.     | The Love's Still Growing  |                                              | Suzzy & Maggie Roche                | 3:50  |
| 9.     | Everybody's Talkin'       | Fred Neil                                    | Patty Larkin                        | 3:38  |
| 10.    | The Last Thing on My Mind | Tom Paxton                                   | Cry Cry Cry                         | 2:53  |
| 11.    | So Long, Marianne         | Leonard Cohen                                | John Cale & Suzanne Vega            | 4:49  |
| 12.    | Thirsty Boots             | Eric Andersen                                | John Gorka                          | 4:27  |
| 13.    | Ain't Marchin' Anymore    | Bob Gibson, Phil Ochs                        | Danny Kirwan & Black 47             | 3:12  |
| 14.    | Since You've Asked        | Judy Collins                                 | Beth Nielsen Chapman                | 2:40  |
| 15.    | Let's Get Together        | Maurice Dollison, Chester Powers, Chick Webb | Paul Brady                          | 3:43  |
| 16.    | Turn, Turn, Turn          | Pete Seeger / tradicionál                    | Instrumental                        | 1:44  |